# Jan Durnez
Jan Durnez, né le 6 juin 1953 à Roulers est un homme politique belge flamand, membre du CD&V. Il est bourgmestere d'Ypres depuis 2013.
Il est licencié en sciences pédagogiques et agrégé de l'enseignement moyen supérieur (KUL). 
Depuis 1973, président des jeunes CVP; depuis 1995, membre du bureau de parti du CD&V. Président de l'association des provinces flamandes.
Il était 18 ans député de province de Flandre-Occidentale

## Fonctions politiques
- 1983-1991 : Conseiller communal à Ypres
- 1983-1991 : Echevin à Ypres
- 1985-2009 : conseiller provincial de province de Flandre-Occidentale
- 1991-2009 : député permanent de province de Flandre-Occidentale
- 2009-     : Membre du Parlement flamand en suppléance d'Yves Leterme
- 2009-2013 : Sénateur de communauté
- 2013-     : bourgmestre d'Ypres